# هینو دوترو
هینو Dutro (Hino Dutro) خودرویی است که از سال ۱۹۹۹ تا کنون تولید شده‌است.
این خودرو در کلاس کامیون قرار گرفته و است. سیستم جعبه‌دندهٔ آن ۶ دنده به دو صورت خودکار و دستی است.

## نگارخانه

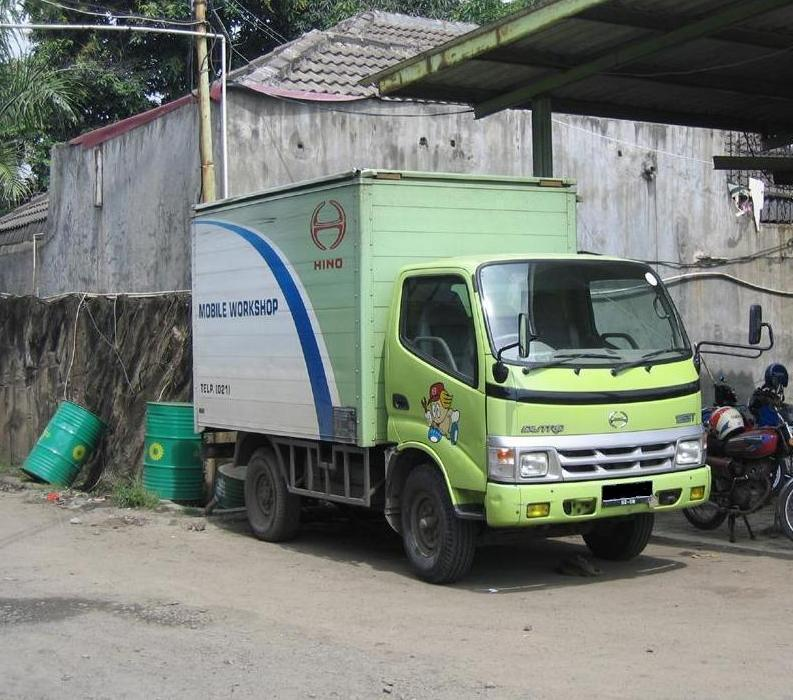
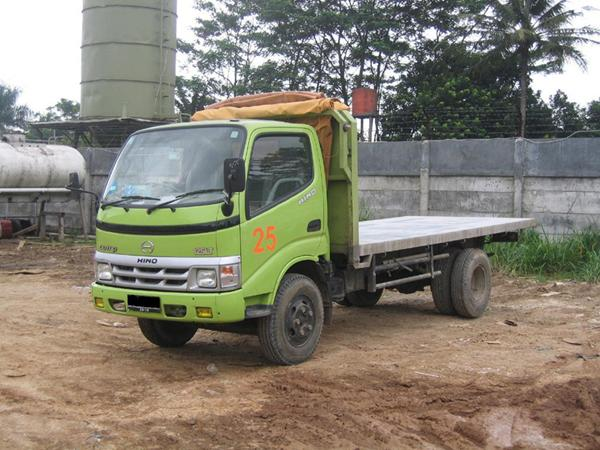
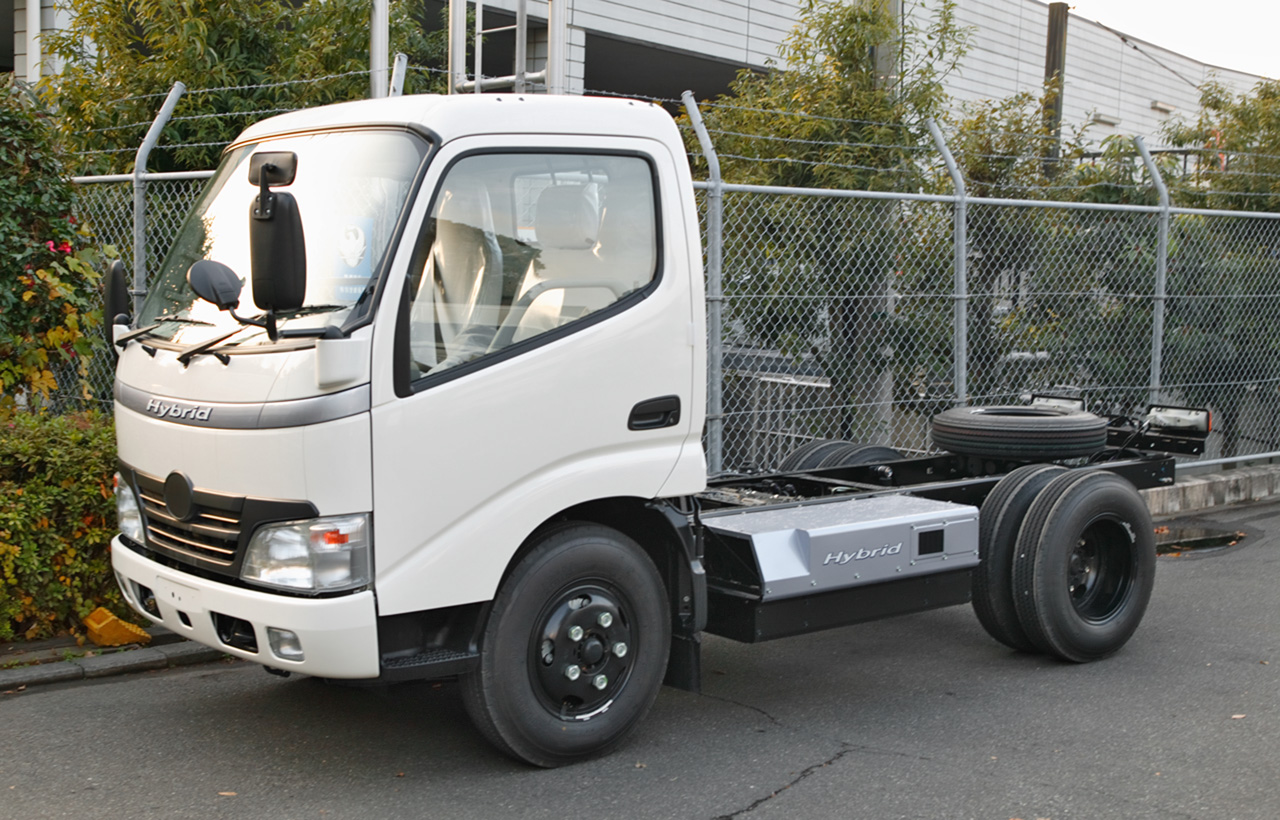
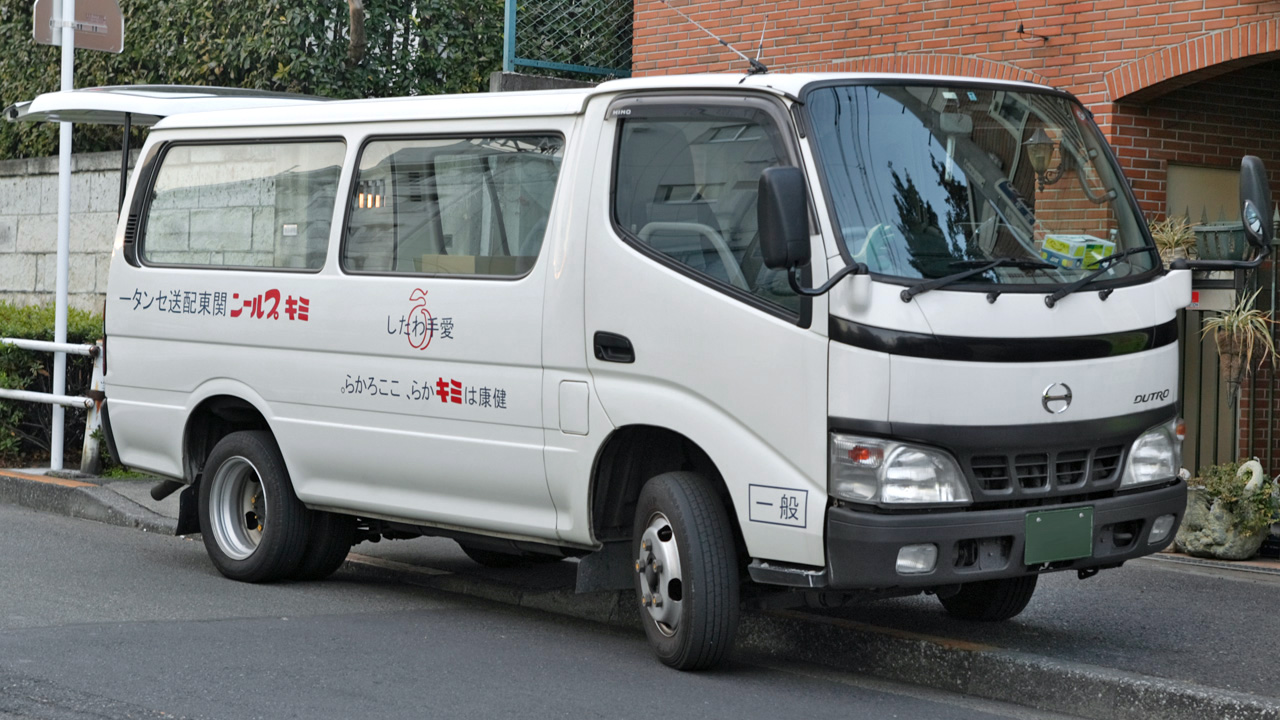
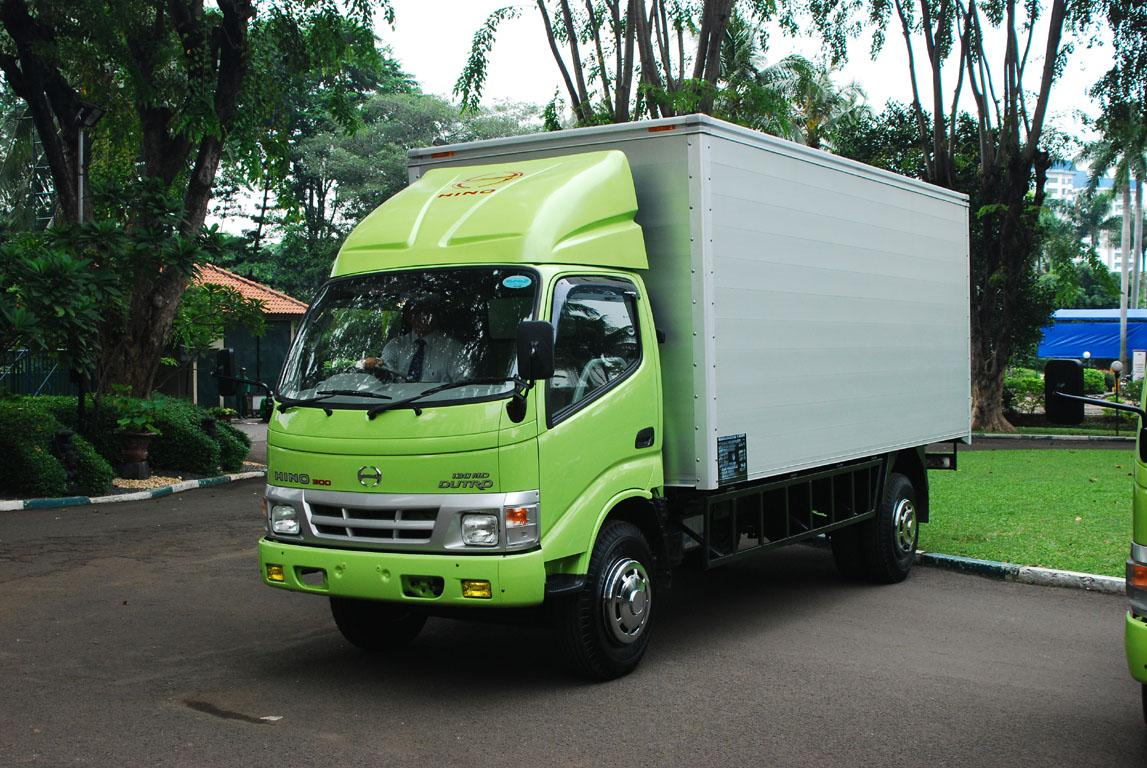
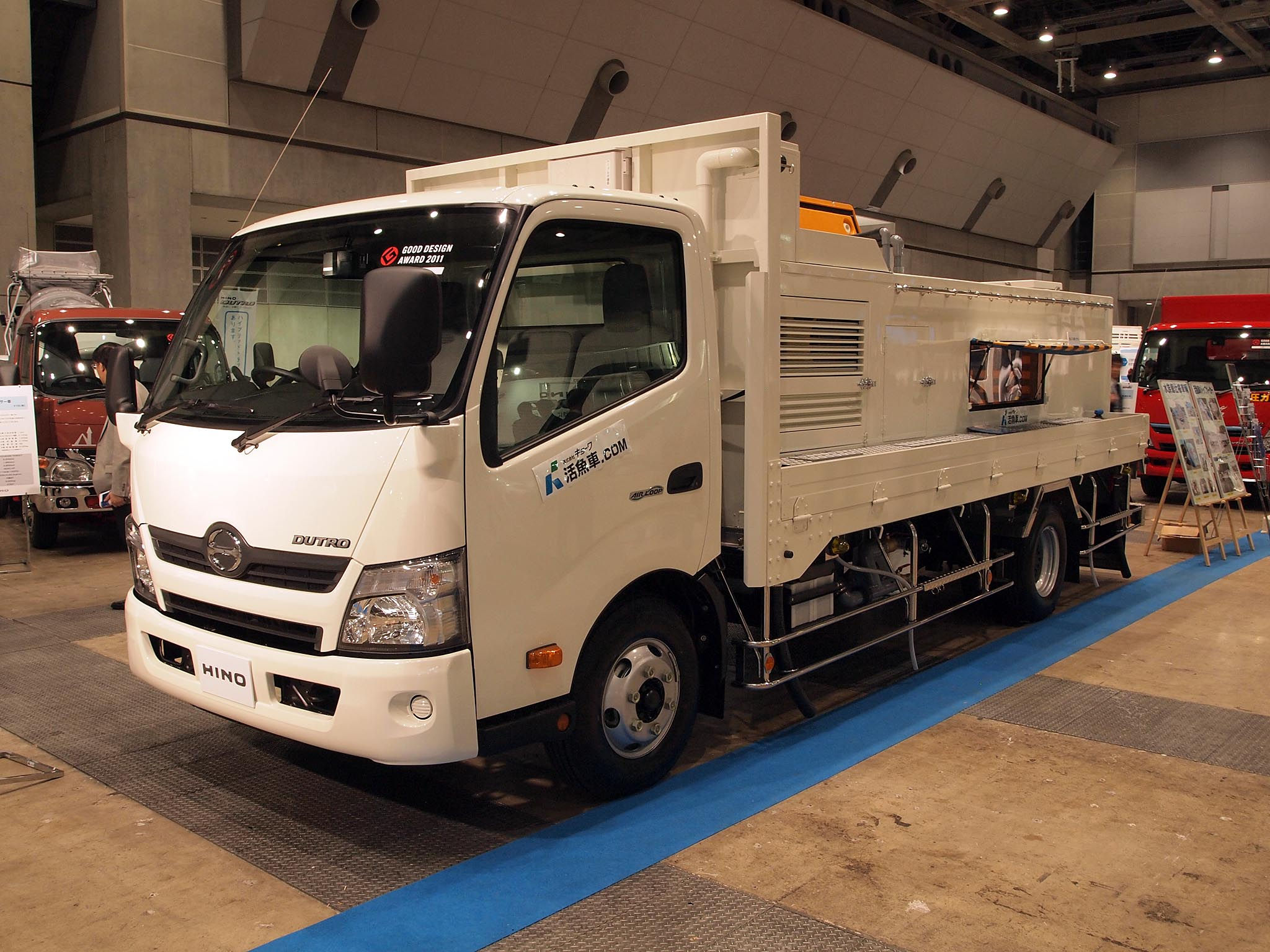